# Aquilino Villegas Hoyos
Aquilino Villegas Hoyos (Manizales, 14 de abril de 1880-Manizales, 1 de marzo de 1940) fue un empresario, escritor, humanista y político colombiano, miembro del Partido Conservador Colombiano. 
Fue ministro de obras públicas del presidente Pedro Nel Ospina, siendo sucedido por Laureano Gómez, quien inauguró varias de las obras que comenzó como ministro. 

## Biografía
Aquilino Villegas Hoyos nació en Manizalez en 1880, en el seno de una familia tradicional de la región. Estudió en el colegio Santo Tomás de Aquino de Manizales, para después graduarse de Derecho en la Universidad Nacional en Bogotá.
No había terminado sus estudios cuando se enlistó en las filas del gobierno de Manuel Antonio Sanclemente en la Guerra de los Mil Días defendiendo al gobierno del Partido Nacional, contienda en la que obtuvo el grado de oficial superior, para después ser Personero de Manizales en 1903. Fue parte de la Gruta Simbólica y redactor de La Revista, de la ciudad de Bogotá. 
Para 1905 respaldó como representante de la élite de Manizales, junto con el también conservador Daniel Gutiérrez Arango y desde medios de como "El Correo del Sur", el proyecto del liberal Rafael Uribe Uribe, de quien era gran amigo y admirador pese a estar en distintos partidos, que planteaba la fundación de este departamento, el cual llevaría el nombre de "Córdoba" en homenaje el prócer de la independencia José María Córdova. 
El Presidente Rafael Reyes, buscando debilitar a los antiguos estados soberanos, tomó el proyecto y quiso erigir el departamento bajo el nombre de "Departamento de Los Andes". Sin embargo, el nombre fue vetado por los representantes en el Congreso de Cauca, que exigieron que se llamara Caldas en honor a Francisco José de Caldas. Pese a que esto nuevo nombre se encontró con la oposición de los congresistas antioqueños, que exigían como nombre Córdoba, finalmente el departamento es erigido el 11 de abril de 1905 con el nombre de Departamento de Caldas. Fue accionista y director del Periódico La Patria. Director de La Revista Nueva, junto con Samuel Velásquez.

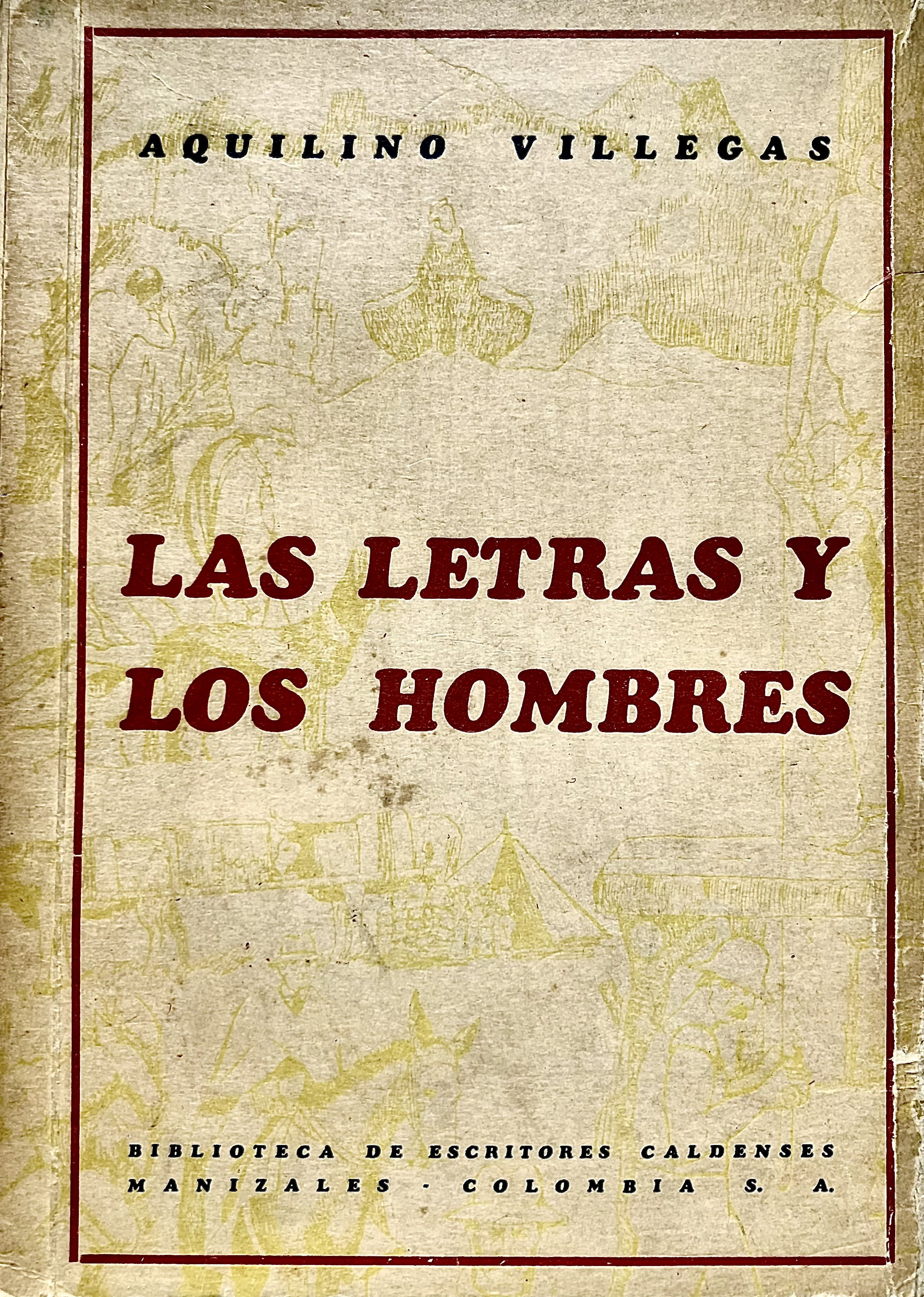
Las letras y los hombres

Fue un entusiasta del Partido Republicano, partido por el cual fue miembro de la Asamblea Nacional Constituyente de 1910, apoyándolo en busca de que hubiese un espacio neutral entre los partidos Conservador y Liberal, siendo líder del periódico "Eco Republicano", órgano de difusión de las ideas de este partido, que por esos años llevó al poder a los gobernadores Ramón Jaramillo Restrepo y Emilio Robledo Correa.  
Tras el fracaso de este partido, regresó al Partido Conservador, para después de convertirse en el vocero de este partido en el Senado, lo cual le sirvió para ocupar la presidencia de esa corporación entre 1926 y 1929. Para finales de 1930 formaba parte del Directorio Nacional del Partido Conservador. 
Tras el fin de la Hegemonía Conservadora y el inicio de la República Liberal, Villegas Hoyos se mostró favorable al cambio de la vieja élite que había estado acaparando los cargos públicos en Caldas, haciendo llamado a una "renovación generacional". 
Fue cofundador junto con otras destacadas personalidades públicas del Centro de Historia de Manizales en 1911. El 26 de octubre de 1916, en la Plaza Caldas pronunció su famoso discurso “Caldas o la Lección del Deber”.
Tras el último incendio de Manizales, en 1926, Villegas formó parte de una comisión para impulsar la reconstrucción de la ciudad y la iglesia de la ciudad, para lo cual se realizó un concurso en Francia, ganado por el arquitecto Julien Polti. La iglesia fue inaugurada en 1930.
En cuanto a su producción literaria, fue autor de los poemas " La bella durmiente", "La balada de la mala reputación", "Antifonario", "De los libros: Por qué soy conservador", "La moneda ladrona", "Escritos políticos", "Oración a la Catedral de Manizales", "Balada a la mala reputación", "Agonía" y "Las letras y los hombres". 
Su hija es la política Pilar Villegas, en dos ocasiones gobernadora de Caldas.

## Homenajes
Hay un puente con su nombre en el corregimiento Arauca de Palestina, el cual cruza el río Cauca. Este fue inaugurado el 6 de julio de 1957 por el entonces ministro de Obras Públicas, Tulio Ospina Pérez.